# Шведский институт
Шведский институт (швед. Svenska institutet, SI) — шведское государственное учреждение, занимающееся распространением информации о Швеции в мире. Ещё одной функцией Шведского института является организация международного сотрудничества (в первую очередь обменов) в области культуры, образования, науки (включая отбор и присуждение стипендий иностранным гражданам для обучения в Швеции), а также в различных областях общественной жизни.

## История создания
Шведский институт был основан в 1945 году в результате объединения двух организаций — Kulturrådet и Upplysningsnämnden. Kulturrådet (Совет по вопросам культуры) существовал с 1935 года и его основной функцией, как и у Шведского института, было распространение знаний о Швеции за рубежом.

## Деятельность института
Главным направлением деятельности Шведского института является предоставление информации о Швеции. С этой целью Институт активно занимается издательской деятельностью, издавая в бумажном и электронном виде информационные материалы на различных языках. Эти материалы посвящены различным аспектам шведской общественной и государственной жизни, а также истории Швеции. Широко известна серия «Знаменитые шведы» (ранее называвшаяся «Шведские портреты»), в которой выходят биографические брошюры на английском, венгерском, испанском, итальянском, немецком, русском, украинском, французском, шведском, эстонском и японском языках. Многие из издаваемых материалов поступают в посольства Швеции в различных странах и распространяются бесплатно. Многие материалы, издаваемые в бумажном виде, также доступны в электронном виде на официальном портале Швеции в интернете www.sweden.se.
Ещё одно направление деятельности Института — организация культурных обменов между Швецией и другими странами, в том числе приглашение зарубежных деятелей культуры на мероприятия, проводимые в Швеции, и обеспечение участия шведских представителей в международных культурных мероприятиях.
Шведский институт занимается также содействием преподаванию шведского языка и шведской литературы за рубежом. Институт оказывает в этом поддержку средним школам, колледжам и университетам в десятках стран мира.
Шведский Институт обеспечивает реализацию различных программ международного сотрудничества в области высшего образования, в том числе программ Европейского союза. Значительное число студентов, владеющих шведским или английским языком, в рамках этих программ получают возможность обучения в высших учебных заведениях Швеции. Шведским институтом администрируется интернет-портал www.Studyin.sweden.se, содержащий информацию о высшем образовании в Швеции и возможностях обучения иностранных студентов в шведских высших учебных заведениях.

## Sweden.se
Официальным порталом Швеции в интернете является Sweden.se, администрируемый Шведским институтом в сотрудничестве с некоторыми другими организациями и учреждениями.

## Финансирование
Шведский институт длительное время имел смешанное финансирование — как от государства, так и от частных организаций. С 1970 года финансируется большей частью правительством Швеции.
Правительство Швеции выделяет на финансирование Шведского института 300 миллионов шведских крон в год.

## Контактная информация
- Почтовый адрес: Box 7434, SE-103 91 Stockholm, Sweden
- Книжная лавка Шведского института: Slottsbacken 10, Стокгольм
- Электронная почта: si@si.se

## Шведский институт в Александрии
Организация с похожим названием — «Шведский институт в Александрии» — является организацией, независимой от Шведского института. «Шведский институт в Александрии» был открыт в октябре 2000 года и является автономным учреждением в составе Министерства иностранных дел Швеции; находится в городе Александрия (Египет).